# Аміранашвілі Петро Варламович
Петро́ Варла́мович Аміранашві́лі (* 3 листопада (16 листопада за старим стилем) 1907 — † 26 листопада 1976, Тбілісі) — грузинський співак (баритон), народний артист СРСР (з 1950).

## Біографічні відомості
Закінчив Тбіліську консерваторію.
З 1936 — соліст Тбіліського театру опери та балету ім. 3. П. Паліашвілі.

## Партії
Серед партій виділяються:
- Онєгін («Євгеній Онєгін» Чайковського),
- Ріголетто («Ріголетто» Верді),
- Кіазо, Мурман («Даїсі», «Абесалом та Етері» Захарія Паліашвілі),
- Богдан Хмельницький («Богдан Хмельницький» Данькевича) та ін.

Аміранашвілі виступав також як камерний співак. З великим успіхом гастролював в Україні.

## Відзнаки і нагороди
- Сталінська премія, 1947.